# Ashley (Dakota del Nord)
Ashley és una població dels Estats Units a l'estat de Dakota del Nord. Segons el cens del 2000 tenia 882 habitants.

## Demografia
Segons el cens del 2000, Ashley tenia 882 habitants, 436 habitatges, i 258 famílies. La densitat de població era de 540,5 hab./km².
Dels 436 habitatges en un 12,6% hi vivien nens de menys de 18 anys, en un 54,1% hi vivien parelles casades, en un 3,2% dones solteres, i en un 40,8% no eren unitats familiars. En el 39,4% dels habitatges hi vivien persones soles el 25,7% de les quals corresponia a persones de 65 anys o més que vivien soles. El nombre mitjà de persones vivint en cada habitatge era d'1,9 i el nombre mitjà de persones que vivien en cada família era de 2,49.
Per edats la població es repartia de la següent manera: un 12% tenia menys de 18 anys, un 4,2% entre 18 i 24, un 14,4% entre 25 i 44, un 21,2% de 45 a 60 i un 48,2% 65 anys o més.
L'edat mediana era de 64 anys. Per cada 100 dones de 18 o més anys hi havia 83 homes.
La renda mediana per habitatge era de 18.015 $ i la renda mediana per família de 28.500 $. Els homes tenien una renda mediana de 17.292 $ mentre que les dones 14.783 $. La renda per capita de la població era de 13.001 $. Entorn del 9,3% de les famílies i el 18,9% de la població estaven per davall del llindar de pobresa.

## Poblacions properes
El següent diagrama mostra les poblacions més properes.